# Hasköy (Istanbul)

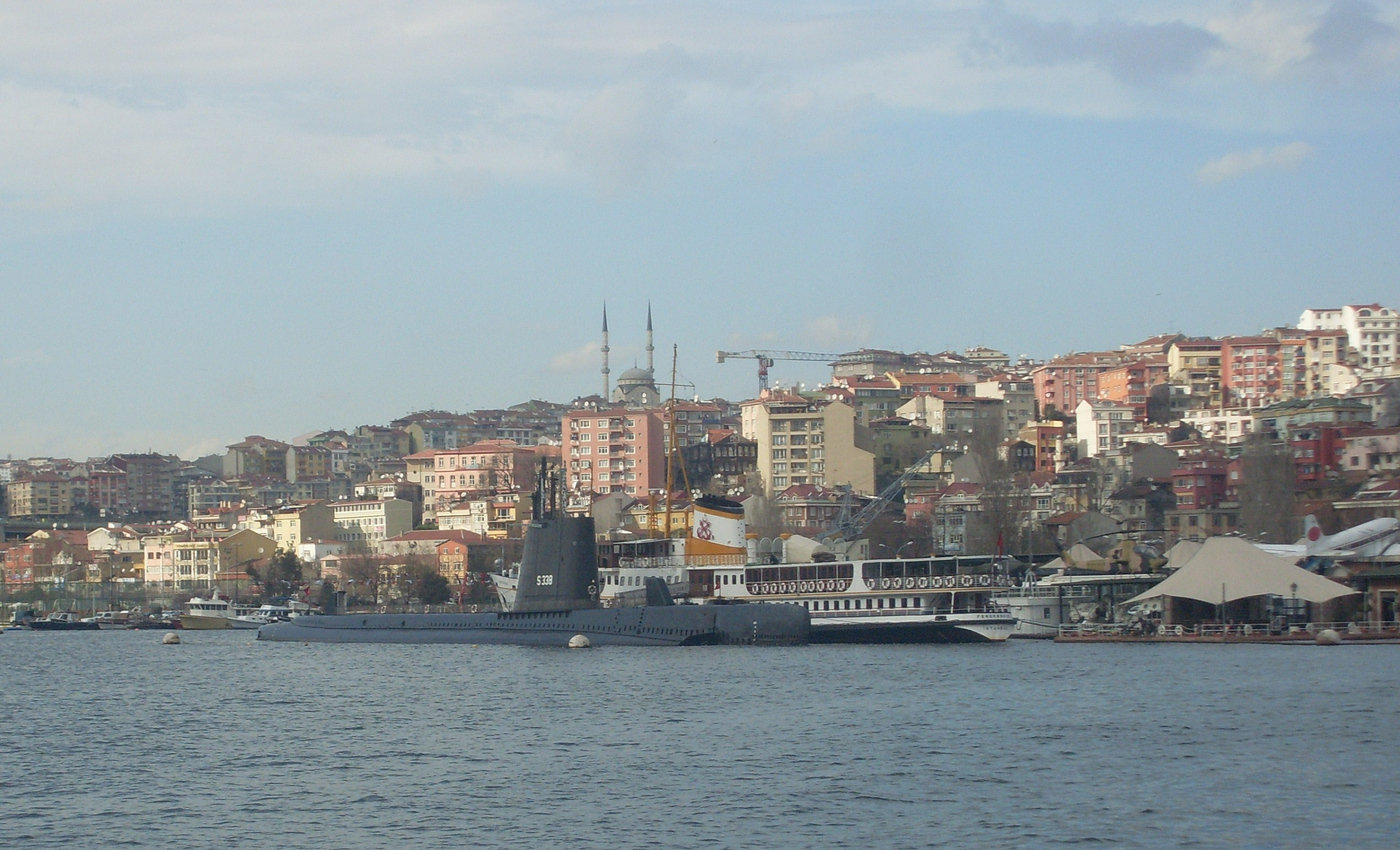
Blick auf Hasköy

Hasköy ist ein Handels- und Wohnviertel am Nordufer des Goldenen Horns in Beyoğlu, einem Stadtteil von Istanbul, Türkei. Es umfasst die Kleinviertel (Mahalle) Keçecipiri, Piripaşa und Halıcıoğlu sowie Teile von Camiikebir und Sütlüce. Unmittelbar im Süden liegt Kasımpaşa (Beyoğlu). Es ist nur ein topographischer Begriff (Semt), keine Verwaltungseinheit.

Lage des Stadtbezirks Beyoğlu in Istanbul

Hasköy bedeutet „kaiserliches Dorf“, einst gab es hier Pavillons und Gärten des Sultans und seines Hofes.
Die Fähre auf dem Goldenen Horn hält in Hasköy und verbindet den Ort mit Üsküdar, Karaköy, Kasimpaşa, Fener, Balat, Ayvansaray, Eyüpsultan und Sütlüce. Hasköy ist auch durch Minibusse mit dem U-Bahn-Haltepunkt in Şişhane verbunden. Die Autobahn E5 führt direkt am nördlichen Rand von Hasköy vorbei.

## Geschichte
Früher Picridion genannt, bot der Ort Zuflucht für die seit 1492 aus Spanien und Portugal in das Osmanische Reich strömenden Juden. Im späten 16. Jahrhundert zog auch die jüdische Gemeinde Eminönü, die durch den Bau der Neuen Moschee (Yeni Cami) vertrieben wurde, nach Hasköy. Das Viertel hatte danach zusätzlich viele armenische und griechische Einwohner.
Die große jüdische Bevölkerung von bis zu 30.000 Personen benötigte mehrere Synagogen in Hasköy, die den verschiedenen Gemeinden dienten. Dazu gehörten die Maalem-Synagoge, die Abudara-Synagoge, die Karäische Synagoge und die ehemalige Mayor-Synagoge. Die Esgher-Synagoge wurde in ein Café verwandelt. Istanbuls erste armenische Theatergruppe wurde hier 1858 gegründet.

## Sehenswürdigkeiten
Die wichtigsten zugänglichen Sehenswürdigkeiten sind der Aynalıkavak-Palast, die letzten Reste des alten osmanischen Tersane-Palais (Werft). Das erste Industriemuseum der Türkei, das Rahmi M. Koç Museum, beherbergt seit 1994 die Verkehrsgeschichte, teilweise ist es in einer stillgelegten Werft aus dem 19. Jahrhundert untergebracht und teilweise in einer Steinfabrik, die zur Herstellung von Ankern diente.
Die St. Paraskevi-Kirche dient derzeit der lokalen rumänisch-orthodoxen Gemeinde.
Die armenisch-apostolische Kirche Surp Stepanos (Hl. Stephan) wurde von armenischen Einwanderern gegründet.
Zu den lokalen Moscheen gehören die Handan Ağa-Moschee und die Kırmızı Minare-Moschee.
Hasköy weist mehrere Friedhöfe auf, darunter den muslimischen Friedhof, den griechischen Friedhof, den türkischen Karaite-Gemeindefriedhof und den armenischen Friedhof. Der jüdische Friedhof (Hasköy Musevi Mezarlığı), mit Grabsteinen in verschiedenen Sprachen, enthält das Grab von Abraham Kamondo († 1873) einem Bankier am osmanischen Hof, der einen Palast im nahe gelegenen Kasımpaşa hatte. Mehrfach wurden die jüdischen Gräber in den vergangenen Jahren geschändet.

## Einzelbelege
1. ↑  KONSTANTINOPEL. Abgerufen am 26. Juni 2025.
2. ↑  https://historicsynagogueseurope.org/browser.php?mode=set&id=735
3. ↑  Koç Holding | Rahmi M. Koç Museums. Abgerufen am 26. Juni 2025.
4. ↑  Hasköy Musevi Mezarlığı | Mezar Yapımı İstanbul. 30. Mai 2021, abgerufen am 26. Juni 2025 (türkisch).
5. ↑  David I. Klein: Dozens of Jewish graves damaged in 600-year-old Turkish cemetery. In: Jewish Telegraphic Agency. 21. Juli 2022, abgerufen am 26. Juni 2025 (amerikanisches Englisch).